# Serianus carolinensis
Espèce
Serianus carolinensis est une espèce de pseudoscorpions de la famille des Garypinidae.

## Distribution
Cette espèce est endémique des États-Unis. Elle se rencontre en Caroline du Nord et en Floride.

## Description
Le mâle holotype mesure 2,1 mm, les mâles mesurent de 1,6 à 2,1 mm et les femelles de 2,0 à 2,8 mm

## Étymologie
Son nom d'espèce, composé de carolin[a] et du suffixe latin -ensis, « qui vit dans, qui habite », lui a été donné en référence au lieu de sa découverte, la Caroline du Nord.

## Publication originale
- Muchmore, 1968 : A new species of pseudoscorpion genus Serianus (Arachnida Chelonethida, Olpiidae). Entomological News, vol. 79, p. 145-150 (texte intégral).